# Seznam službenih nabojev po državah
Seznam službenih nabojev po državah zajema (glavne) puškovne naboje, ki so jih ali jih še vedno uporabljajo vojske držav po svetu.

## Albanija
- ?-1912 #Osmansko cesarstvo

| Naboj        | Leto uvedbe |
| ------------ | ----------- |
| 7,62×39      | 196?        |
| 5,56×45 NATO | 2014        |

## Avstrija
- 1867-1918 #Avstro-Ogrska

| Naboj             | Leto uvedbe |
| ----------------- | ----------- |
| 8×50 R Mannlicher | 1918        |
| 8×56 R (M.30)     | 1930        |

- 1938-1945 #Nemčija

| Naboj        | Leto uvedbe |
| ------------ | ----------- |
| 7,62×51 NATO | 1958        |
| 5,56×45 NATO | 1977        |

## Belgija
| Naboj                       | Leto uvedbe |
| --------------------------- | ----------- |
| 11×50 R Albini - Braendlin  | 1876        |
| 11×53 R belgijski Comblain  | 1882        |
| 7,65×53 belgijski           | 1889        |
| 7,62×63 Spingfield (.30-06) | 1949        |
| 7,62×51 NATO                | 1956        |
| 5,56×45 NATO                | 1990        |

## Bolgarija
- ?-1878 #Osmansko cesarstvo

| Naboj             | Leto uvedbe |
| ----------------- | ----------- |
| 15,24×40 R Krnka  | 18??        |
| 10,75×58 R Berdan | 1880        |
| 8×50 R Mannlicher | 1890        |
| 8×56 R            | 1934        |
| 7,62×39           | 195?        |

## Češka
- 1867-1918 #Avstro-Ogrska
- 1918-1993 #Češkoslovaška

| Naboj        | Leto uvedbe |
| ------------ | ----------- |
| 7,62×39      | 1993        |
| 5,56×45 NATO | 2010        |

## Danska
| Naboj                       | Leto uvedbe |
| --------------------------- | ----------- |
| 11,7×41 RF danski           | 1867        |
| 12x45 R Remington           | 1880        |
| 8×58 R                      | 1889        |
| 7,62×63 Spingfield (.30-06) | 1945        |
| 7,62×51 NATO                | 1975        |
| 5,56×45 NATO                | 1995        |

## Finska
- ?-1918 #Rusija

| Naboj     | Leto uvedbe |
| --------- | ----------- |
| 7,62×53 R | 1918        |
| 7,62×39   | 1962        |

## Francija
| Naboj            | Leto uvedbe |
| ---------------- | ----------- |
| 11 mm Chassepot  | 1866        |
| 11×59 R Gras     | 1874        |
| 8×50 R Lebel     | 1886        |
| 7,5×54 francoski | 1929        |
| 5,56×45 NATO     | 1979        |

## Grčija
| Naboj                      | Leto uvedbe |
| -------------------------- | ----------- |
| 11×59 R Gras               | 1877        |
| 6,5×54 Mannlicher-Scönauer | 1903        |
| 7,92×57 Mauser             | 1939        |
| 7,62×51 NATO               | 1968        |

## Hrvaška
- 1867-1918 #Avstro-Ogrska
- 1918-1990 #Jugoslavija

| Naboj        | Leto uvedbe |
| ------------ | ----------- |
| 7,62×39      | 1990        |
| 5,56×45 NATO | 2008        |

## Italija
| Naboj              | Leto uvedbe |
| ------------------ | ----------- |
| 10,4×47 R Vetterli | 1870        |
| 6,5×52 Carcano     | 1891        |
| 7,35×51 Carcano    | 1891        |
| 7,62×51 NATO       | 1959        |
| 5,56×45 NATO       | 1990        |

## Japonska
| Naboj                        | Leto uvedbe |
| ---------------------------- | ----------- |
| 11×60 R Murata               | 1880        |
| 8×53 R Murata                | 1889        |
| 6,5×50 SR Arisaka            | 1897        |
| 7,7×58 SR Arisaka            | 1939        |
| 7,62×63 Springfield (.30-06) | 1954        |
| 7,62×51 NATO                 | 1964        |
| 5,56×45 NATO                 | 1989        |

## Madžarska
- 1867-1918 #Avstro-Ogrska

| Naboj             | Leto uvedbe |
| ----------------- | ----------- |
| 8×50 R Mannlicher | 1918        |
| 8×56 R            | 1931        |
| 7,62×54 R         | 1948        |
| 7,62×39           | 1956        |

## Nemčija
| Naboj          | Leto uvedbe     |
| -------------- | --------------- |
| 15,4 mm Dreyse | 1841            |
| 11×60 R Mauser | 1871            |
| 8×57 I (M88)   | 1888            |
| 7,92×57 Mauser | 1905            |
| 7,92×33        | 1943            |
| 7,62×39        | 194?/195? (NDR) |
| 7,62×51 NATO   | 1956 (ZRN)      |
| 5,56×45 NATO   | 1997            |

## Nizozemska
| Naboj                     | Leto uvedbe |
| ------------------------- | ----------- |
| 17×30 R nizozemski Snider | 1868        |
| 11,3×50 R Beaumont        | 1871        |
| 11,3×52 R Beaumont        | 1878        |
| 6,5×53 R Mannlicher       | 1895        |
| 7,62×51 NATO              | 1961        |
| 5,56×45 NATO              | 1995        |

## Norveška
| Naboj                        | Leto uvedbe |
| ---------------------------- | ----------- |
| 17,5 mm Kammerlader          | 1842        |
| 11,77 mm Kammerlader         | 1871        |
| 12,17×42 RF                  | 1867        |
| 10,15×61 R                   | 1884        |
| 6,5×55 švedski               | 1894        |
| 7,62×63 Springfield (.30-06) | 1952        |
| 7,62×51 NATO                 | 1964        |
| 5,56×45 NATO                 | 2008        |

## Poljska
- 1841-1918 #Nemčija
- 1867-1918 #Avstro-Ogrska
- 1867-1918 #Rusija

| Naboj          | Leto uvedbe |
| -------------- | ----------- |
| 7,92×57 Mauser | 1918        |
| 7,62×39        | 195?        |
| 5,45×39        | 1989        |
| 5,56×45 NATO   | 1997        |

## Portugalska
| Naboj                   | Leto uvedbe |
| ----------------------- | ----------- |
| .577 portugalski Snider | 1872        |
| 8×56 R Kropatschek      | 1886        |
| 6,5×58 Vergueiro        | 1904        |
| 7,92×57 Mauser          | 1937        |
| 7,62x51 NATO            | 1960        |
| 5,56×45 NATO            | 200?        |

## Romunija
- ?-1878 #Osmansko cesarstvo
- 1867-1918 #Avstro-Ogrska

| Naboj                   | Leto uvedbe |
| ----------------------- | ----------- |
| 11,4×49 R Peabody       | 1868        |
| 11,4x60 R Martini-Henry | 1878/1879   |
| 6,5×53 R Mannlicher     | 1893        |
| 8x50 R Lebel            | 19??        |
| 7,92×57 Mauser          | 1924        |
| 7,62×39                 | 1963        |
| 5,45×39                 | 1986        |

## Rusija
| Naboj             | Leto uvedbe |
| ----------------- | ----------- |
| 15,2×40 R Krnka   | 1867        |
| 10,75×58 R Berdan | 1869        |
| 7,62×54 R         | 1891        |

- 1922-1991 #Sovjetska zveza

| Naboj   | Leto uvedbe |
| ------- | ----------- |
| 5,45×39 | 1991        |

## Slovaška
- 1867-1918 #Avstro-Ogrska
- 1918-1993 #Češkoslovaška

| Naboj        | Leto uvedbe |
| ------------ | ----------- |
| 7,62×39      | 1993        |
| 5,56×45 NATO | 2014        |

## Slovenija
- 1867-1918 #Avstro-Ogrska
- 1918-1943 #Italija
- 1918-1990 #Jugoslavija

| Naboj        | Leto uvedbe |
| ------------ | ----------- |
| 7,62×39      | 1991        |
| 5,56×45 NATO | 2005        |

## Srbija
| Naboj           | Leto uvedbe |
| --------------- | ----------- |
| 14,9 mm Peabody | 1870        |
| 10,15×63 R Koka | 1878        |
| 7×57 Mauser     | 1899        |

- 1918-1992 #Jugoslavija

| Naboj        | Leto uvedbe |
| ------------ | ----------- |
| 7,62×39      | 1992        |
| 5,56×45 NATO | 2008        |

## Španija
| Naboj                        | Leto uvedbe |
| ---------------------------- | ----------- |
| 14,5×40 R Berdan             | 1867        |
| 11,15×57 R španski Remington | 1871        |
| 7×57 Mauser                  | 1893        |
| 7,92×57 Mauser               | 1943        |
| 7,62×51 CETME                | 1955        |
| 7,62×51 NATO                 | 19??        |
| 5,56×45 NATO                 | 1984        |

## Švedska
| Naboj          | Leto uvedbe |
| -------------- | ----------- |
| 12,17×42 RF    | 1867        |
| 10,15×61 R     | 1884        |
| 8×58 R         | 1889        |
| 6,5×55 švedski | 1896        |
| 7,62×51 NATO   | 1965        |
| 5,56×45 NATO   | 1986        |

## Švica
| Naboj                        | Leto uvedbe |
| ---------------------------- | ----------- |
| 18×25 R Milbank Amsler       | 1867        |
| 10,4×38 R švicarski Vetterli | 1866        |
| 7,5×53,5 GP90                | 1890        |
| 7,5×55 švicarski (GP11)      | 1911        |
| 5,56×45 NATO (Gw Pat 90)     | 1990        |

## Turčija
- ?-1923 #Osmansko cesarstvo

| Naboj          | Leto uvedbe |
| -------------- | ----------- |
| 7,92×57 Mauser | 192?        |
| 7,62×51 NATO   | 195?        |
| 5,56×45 NATO   | 1997        |

## Avstro-Ogrska
| Naboj             | Leto uvedbe |
| ----------------- | ----------- |
| 14×32 R Wänzl     | 1867        |
| 11×42 R Werndl    | 1867        |
| 11×58 R Werndl    | 1877        |
| 8×50 R Mannlicher | 1888        |

## Češkoslovaška
| Naboj             | Leto uvedbe |
| ----------------- | ----------- |
| 8×50 R Mannlicher | 1918        |
| 7,92×57 Mauser    | 1922        |
| 7,62×45           | 1952        |
| 7,62×39           | 1957        |

## Jugoslavija
| Naboj          | Leto uvedbe |
| -------------- | ----------- |
| 7,92×57 Mauser | 1924        |
| 7,62×39        | 1959        |

## Osmansko cesarstvo
| Naboj                            | Leto uvedbe |
| -------------------------------- | ----------- |
| .577 turški Snider               | 1867?       |
| 11,3×59 R turški Peabody-Martini | 1874        |
| 9,5×60 R turški Mauser           | 1887        |
| 7,65×53 belgijski                | 1890        |

## Sovjetska zveza
| Naboj     | Leto uvedbe |
| --------- | ----------- |
| 7,62×54 R | 1922        |
| 7,62×39   | 1945        |
| 5,45×39   | 1974        |

- seznam nabojev